# Config.sys
Config.sys es el archivo informático de configuración principal para los sistemas operativos: MS-DOS y OS/2. Es un archivo especial que contiene instrucciones de inicialización o configuración para el sistema. Los comandos de este archivo o fichero configuran DOS para que pueda usar dispositivos y aplicaciones en el sistema. Los comandos también configuran los gestores de memoria del sistema. Después de procesar el fichero config.sys, DOS procede a cargar y ejecutar el intérprete de comandos o consola especificado en la línea shell= del Config.sys, o command.com si no existe dicha línea. El intérprete de comandos establecido es el responsable de procesar el archivo autoexec.bat.
El sistema puede arrancar incluso si estos ficheros no existen o están corruptos. Sin embargo, estos dos ficheros son esenciales para el proceso completo de arranque del sistema operativo DOS. Ambos contienen información utilizada para cambiar el sistema operativo para el uso personal. También contienen los requisitos de distintos paquetes de aplicaciones software. Un sistema DOS necesitaría la localización y reparación de problemas si alguno de estos ficheros resulta dañado o corrupto.
El fichero config.sys se compone fundamentalmente de sentencias nombre=valor que parecen asignaciones de variables. De hecho, estas o bien definirán algunos valores configurables, a menudo para reservar memoria, o bien cargarán ficheros, mayoritariamente TSR y controlador de dispositivo (drivers), en memoria.
En DOS, el fichero config.sys se encuentra en el directorio raíz de la unidad desde la que DOS arrancó. En algunas versiones de DOS puede tener un nombre distinto, como Fdconfig.sys en FreeDOS o Dconfig.sys en algunas versiones de DR-DOS.
Tanto el config.sys como el autoexec.bat pueden ser encontrados aún en los sistemas de ficheros de los sistemas operativos Microsoft Windows posteriores, aunque usualmente suelen estar vacíos, sin contenido. OS/2 no utilizaba el archivo Autoexec.bat.
En el subsistema OS/2 de Windows NT, lo que aparecía en el config.sys eran programas que realmente se guardaban en el registro de Windows, utilizaba el archivo Autoexec.bat.

## Ejemplo de archivo Config.sys para DOS
```
device = c:\dos\himem.sys
device = c:\dos\emm386.exe umb
dos = high,umb
devicehigh = c:\windows\mouse.sys
devicehigh = c:\dos\setver.exe
devicehigh = c:\dos\smartdrv.exe
country = 044,437,c:\dos\country.sys 
shell = c:\dos\command.com c:\dos /e:512 /p
```